# Yedioth Ahronoth
Yediot Ajronot (en hebreo: ידיעות אחרונות; Yedi'ot Aharonotⓘ; traducido literalmente: "últimas noticias") es el mayor periódico en lengua hebrea publicado en Israel. Desde la década de 1970 ha sido el periódico con mayor circulación en Israel.
Siendo uno de los primeros periódicos israelíes en manos privadas, fue fundado en 1939 por Nachum Komarov y al poco tiempo fue comprado por Yehuda Mozes. Su primer editor administrativo fue Noah Mozes, el hijo de Yehuda Mozes.
En 1948, un gran grupo de periodistas y miembros de personal liderados por Azriel Carlebach, quien era editor en ese momento, se fueron del periódico para formar otro, llamado Yedioth Maariv, luego conocido como Maariv. Carlebach fue reemplazado por Herzl Rosenblum. Esto comenzó una constante lucha por el tiraje y prestigio entre los periódicos rivales.
Hoy en día, el periódico es encabezado por el hijo de Noah Mozes, Arnon Mozes. Por varios años fue editado por el hijo de Herzl Rosenblum, Moshe Vardi, el cual fue reemplazado en 2005 por Rafi Ginat.
El periódico es propiedad del Yedioth Ahronoth Group, el cual también tiene participación en varias empresas israelíes, tales como el canal 2, una cadena comercial de televisión; "Hot", la compañía de televisión por cable; "Yedioth Tikshoret", un grupo de periódicos semanales locales; "Vesti", un periódico escrito en ruso; revistas; y otras compañías no relacionadas con comunicación. Shilo De-Beer fue promovido a editor en abril de 2007.